# Mary Akrami
Maria Akrami é a diretora do Centro Afegão para o Desenvolvimento de Competências de Mulheres. Ela representou a sociedade civil Afegã em 2001, na Conferência de Bonn. Em 2003, o Centro Afegão para o Desenvolvimento de Competências de Mulheres inaugurou o primeiro abrigo para mulheres em Cabul, Afeganistão. O abrigo oferece aconselhamento jurídico, aulas de alfabetização, aconselhamento psicológico, e o treinamento em habilidades básicas para mulheres necessitadas. Akrami está de plantão 24 horas por dia no abrigo, e sob a sua liderança, algumas mulheres denunciaram seus agressores publicamente e entraram com processos contra eles, algo quase nunca visto antes. Ela tem enfrentado ameaças para a realização de seu trabalho.
Ela recebeu, em 2007, o Prêmio Internacional às Mulheres de Coragem e foi nomeada pela BBC para a série 100 Mulheres em 2016, como uma das mulheres  mais inspiradoras e influentes do ano.